# Wohnscheibe (Ingolstadt)
Die Wohnscheibe ist eine Wohnanlage in der bayerischen Stadt Ingolstadt, Hindenburgstraße 55–61, die 1974 nach Plänen der Architekten Ludwig Geith, Reinhard Kolb und Helmut Stich errichtet wurde. Der Bau der Nachkriegsmoderne im Stile des Brutalismus wurde 1990 saniert und dabei erheblich verändert.

## Geschichte

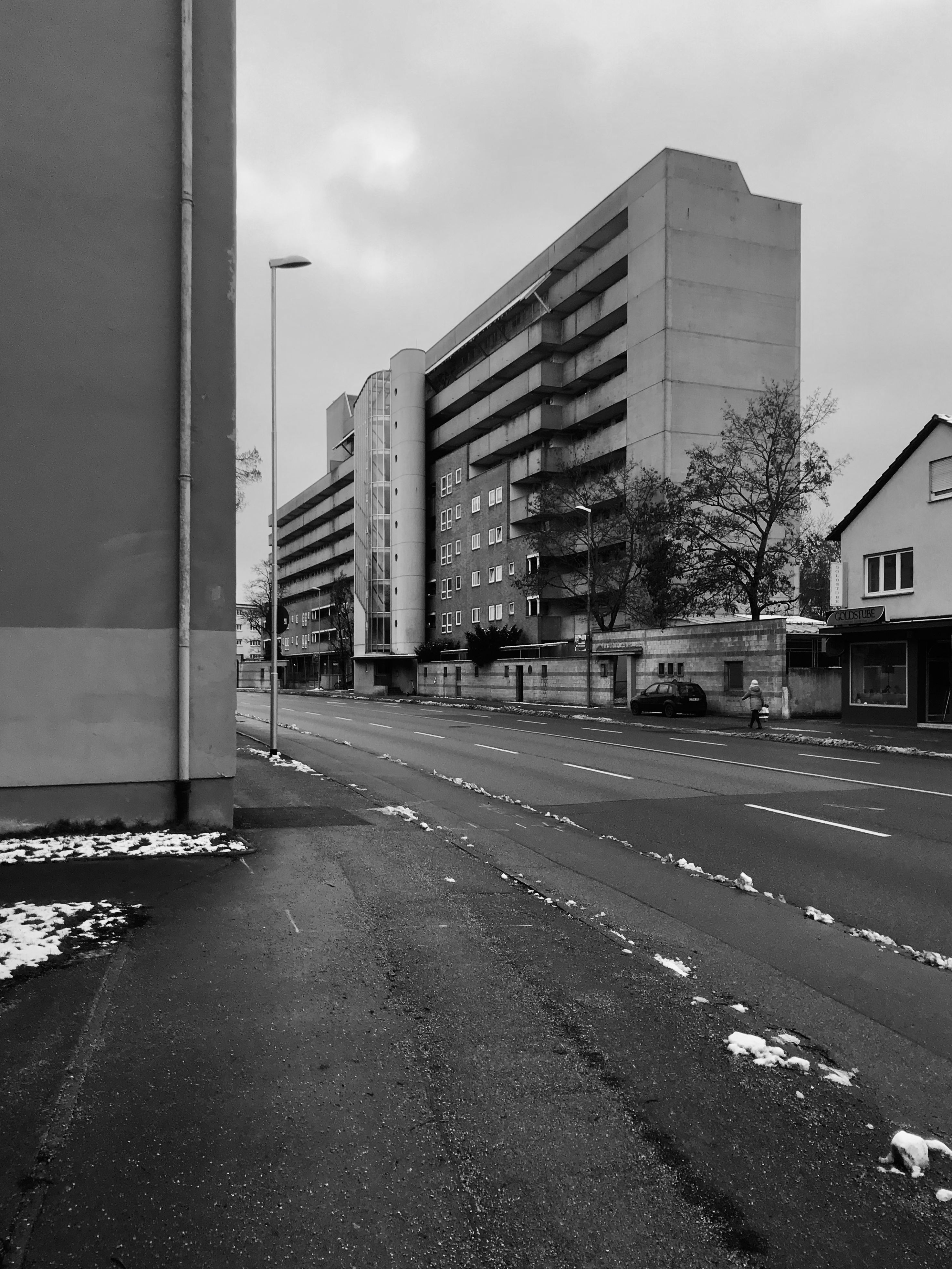
Straßenraum

Aufgrund des Wohnungsmangels mussten schnellstmöglich Wohnungen gebaut werden. In nur einem Jahr Bauzeit wurde die Großwohnanlage Wohnscheibe als städtebauliches Merkzeichen im Norden der Stadt errichtet.
Im Jahr 1990 wurde sie umgebaut, die Kosten lagen bei umgerechnet knapp 7 Millionen Euro.

## Architektur
Laubengänge auf der Straßenseite dienen als Erschließung für die „durchgesteckten“ Wohnungen. Wohn- und Schlafzimmer sind nach Süden ausgerichtet, Bäder, Küchen und Esszimmer nach Norden. Das Erdgeschoss wurde als Luftgeschoss geplant, jedoch ging diese Idee durch später hinzukommende Nutzungen verloren.
Die Wohnscheibe erinnert an die Wohnmaschinen von Le Corbusier in Marseille, Firminy, Briey, Rezé und das Corbusierhaus in Berlin.
Der ursprüngliche Charakter des Bauwerks wurde nach Planung des Architekten Thomas Sieverts im Jahr 1990 stark verändert. Die örtlichen Ingenieure Fries und Schittig zeichneten für die Statik des Umbaus verantwortlich. Es galt, dem strengen Gebäude seine Höhe zu nehmen. Die Ausführung des Umbaus übernahm das Ingolstädter Architekturbüro Elfinger, Zahn und Partner.
1992 wurde der Umbau mit dem Deutschen Bauherrenpreis als Modernisierung mit dem Ziel „Hohe Qualität – Tragbare Kosten“ ausgezeichnet.